# Europese kampioenschappen indooratletiek 2023 – Kogelstoten mannen
Het kogelstoten voor mannen op de Europese indoorkampioenschappen van 2023 vond de kwalificatie plaats op 4 maart en op 5 maart 2023 de finale en werd gehouden op de shorttrackbaan van Ataköy Arena in Istanbul in Turkije. Het was de vijfendertigste keer dat dit onderdeel op het programma stond.
Het kogelstoten voor mannen werd gewonnen door de Noor Sondre Guttormsen in 5,80 meter. Het zilver werd gedeeld door de Griek Emmanouil Karalis en de Pool Piotr Lisek dat allebei 5,80 meter sprongen. Guttormsen had in de finale de meeste geldige sprongen en won daardoor het goud.

## Records
Voorafgaand aan het toernooi waren dit het Wereldrecord, Europees record, Kampioenschapsrecord en de Wereld-, Europese leiding.
| Wereldrecord         | Ryan Crouser   | 23,38 | Fayetteville | 18 februari 2023 |
| Europees record      | Ulf Timmermann | 22,25 | Senftenberg  | 11 februari 1989 |
| Kampioenschapsrecord | Ulf Timmermann | 22,19 | Liévin       | 21 februari 1987 |
| WL                   | Ryan Crouser   | 23,38 | Fayetteville | 18 februari 2023 |
| EL                   | Bob Bertemes   | 21,93 | Kirchberg    | 19 februari 2023 |

## Resultaten

### Kwalificatieronde
Kwalificatieregels: behalen van de kwalificatiestandaard van 21,20 (Q), of deel uitmaken van de 8 best presterende atleten (q).
| Rang | Naam             | Land                  | #1    | #2    | #3    | Resultaat | Bijz.  |
| ---- | ---------------- | --------------------- | ----- | ----- | ----- | --------- | ------ |
| 1    | Zane Weir        | Italië                | 20,70 | 21,46 |       | 21,46     | Q, =SB |
| 2    | Filip Mihaljević | Kroatië               | 20,40 | 21,20 |       | 21,20     | Q      |
| 3    | Leonardo Fabbri  | Italië                | x     | x     | 21,17 | 21,17     | q      |
| 4    | Bob Bertemes     | Luxemburg             | 20,92 | 20,49 | x     | 20,92     | q      |
| 5    | Marcus Thomsen   | Noorwegen             | 20,71 | 20,45 | 20,02 | 20,71     | q      |
| 6    | Tomáš Staněk     | Tsjechië              | x     | 20,09 | 20,70 | 20,70     | q      |
| 7    | Roman Kokoshko   | Oekraïne              | 20,43 | x     | x     | 20,43     | q      |
| 8    | Mesud Pezer      | Bosnië en Herzegovina | 20,18 | 19,98 | 20,20 | 20,20     | q      |
| 9    | Andrei Toader    | Roemenië              | 20,15 | 19,43 | 19,86 | 20,15     |        |
| 10   | Nick Ponzio      | Italië                | 19,83 | x     | 19,73 | 19,83     |        |
| 11   | Asmir Kolašinac  | Servië                | x     | x     | 19,63 | 19,63     |        |
| 12   | Francisco Belo   | Portugal              | x     | x     | 19,61 | 19,61     |        |
| 13   | Giorgi Mujaridze | Georgië               | 18,92 | 19,05 | 18,70 | 19,05     | SB     |
| 14   | Muhamet Ramadani | Kosovo                | x     | 17,93 | 17,29 | 17,93     | NR     |
|      | Michał Haratyk   | Polen                 | x     | x     | x     | NM        |        |
|      | Armin Sinančević | Servië                | x     | x     | x     | NM        |        |

### Finale
| Rang   | Atleet           | Land                  | #1    | #2    | #3    | #4    | #5    | #6    | Resultaat | Bijz. |
| ------ | ---------------- | --------------------- | ----- | ----- | ----- | ----- | ----- | ----- | --------- | ----- |
| Goud   | Zane Weir        | Italië                | 21,18 | 21,89 | 22,06 | x     | x     | x     | 22,06     |       |
| Zilver | Tomáš Staněk     | Tsjechië              | 20,54 | 21,90 | x     | 21,45 | x     | 21,06 | 21,90     |       |
| Brons  | Roman Kokoshko   | Oekraïne              | 21,25 | 20,57 | x     | x     | x     | 21,84 | 21,84     | SB    |
| 4      | Filip Mihaljević | Kroatië               | 21,13 | 20,73 | 21,42 | 21,25 | 20,84 | 21,43 | 21,43     |       |
| 5      | Bob Bertemes     | Luxemburg             | 19,88 | x     | x     | x     | 21,00 | x     | 21,00     |       |
| 6      | Marcus Thomsen   | Noorwegen             | x     | x     | 20,49 | 20,48 | 20,66 | 20,49 | 20,66     |       |
| 7      | Mesud Pezer      | Bosnië en Herzegovina | x     | x     | 19,80 | x     | 19,94 | x     | 19,94     |       |
| 8      | Leonardo Fabbri  | Italië                | x     | x     | x     | x     | x     | x     | NM        |       |

o geldige poging | x ongeldige poging | - poging overgeslagen | NM Geen geldig resultaat | WR Wereldrecord | CR Kampioenschapsrecord | AR Continentaal record | NR Nationaalrecord | WL Wereldleiding | EL Europese leiding | SB Beste seizoenprestatie | =SB Evenaring beste seizoenprestatie | PB Persoonlijk record | =PB Evenaring persoonlijk record